# Operação Saúva
A Operação Saúva deflagrada pela Polícia Federal do Brasil, em 11 de agosto de 2006, desmontou um esquema de fraudes em licitações públicas.
Nesta operação a Polícia Federal prendeu cerca de 30 pessoas e cumpriu 64 mandados de busca e apreensão nos estados do Amazonas, Rondônia, Rio de Janeiro, São Paulo, Ceará e Rio Grande do Norte e no Distrito Federal.

## Investigações
O esquema mostrou durante as investigações práticas contínuas de criação de empresas, do ramo alimentício, para participar diretamente nas licitações públicas, para compor o processo licitatório como coadjuvantes na formação de número de concorrentes.
Segundo a Polícia Federal, foram criadas cerca de 30 empresas em processos licitatórios, sendo que 19 delas movimentaram em torno de 354 milhões de reais nos últimos seis anos, declarando ao fisco receitas na ordem de 27,7 milhões reais no mesmo período.
Um assessor do vice-governador do Amazonas, Omar Aziz (PFL) esta entre os presos.